# Kiatisak Jiamudom
Kiatisak Jiamudom (thailändisch เกียรติศักดิ์ เจียมอุดม; * 19. März 1995) ist ein thailändischer Fußballspieler.

## Karriere
Kiatisak Jiamudom erlernte das Fußballspielen in der Jugendmannschaft vom Bangkok Christian College FC in Bangkok. Seinen ersten Vertrag unterschrieb er 2012 beim damaligen Erstligisten BBCU FC. Nach seiner ersten Saison musste als Tabellensiebzehnter mit BBCU in die zweite Liga absteigen. In der Thai Premier League Division 1, der zweiten Liga, spielte er bis 2015. 2015 stieg der Club wieder in die erste Liga auf. Nach drei Spielen in der ersten Liga wurde der Club gesperrt. 2017 nahm ihn der Zweitligist Chainat Hornbill FC aus Chainat unter Vertrag. 2017 wurde er mit dem Club Meister der zweiten Liga und stieg somit in die erste Liga auf. Bis 2019 absolvierte er 49 Spiele in der ersten Liga. Nach Ende der Saison 2019 musste der Club als Tabellenfünfzehnter in die zweite Liga absteigen. Nach dem Abstieg verließ er den Club und schloss sich 2020 dem Erstligisten Ratchaburi Mitr Phol aus Ratchaburi an.

## Erfolge
Chainat Hornbill FC
- Thailändischer Zweitligameister: 2017  ▲